# 拉馬特甘
拉馬特甘（希伯來語：(audio)ⓘ，意即“花園高地” ）是以色列特拉維夫區的一個城市，在特拉維夫的東方，是以色列最主要的製造業中心之一，主要生產零食、香菸、紡織品及建築材料等。拉馬特甘城市面積四分之一是綠色的，有占地200公頃的國家公園及全國最大的體育場；另外鑽石交易區及以色列最大的醫院示巴醫療中心也坐落於此。
1914年，來自東歐的20名猶太拓荒者購買這片土地，並組成了叫“Ir Ganim”（花園城市）的團體，他們設想將拉馬特甘建設成一個花園郊區，他們可以在這裡享受鄉村般的生活且同時擁有城市便利設施；1921年經過第一次世界大戰和英國託管後，鄰近的海法與特拉維夫人口快速擴張，從而使大批猶太人陸續來此定居，1950年1月21日，該地被宣布為城市。

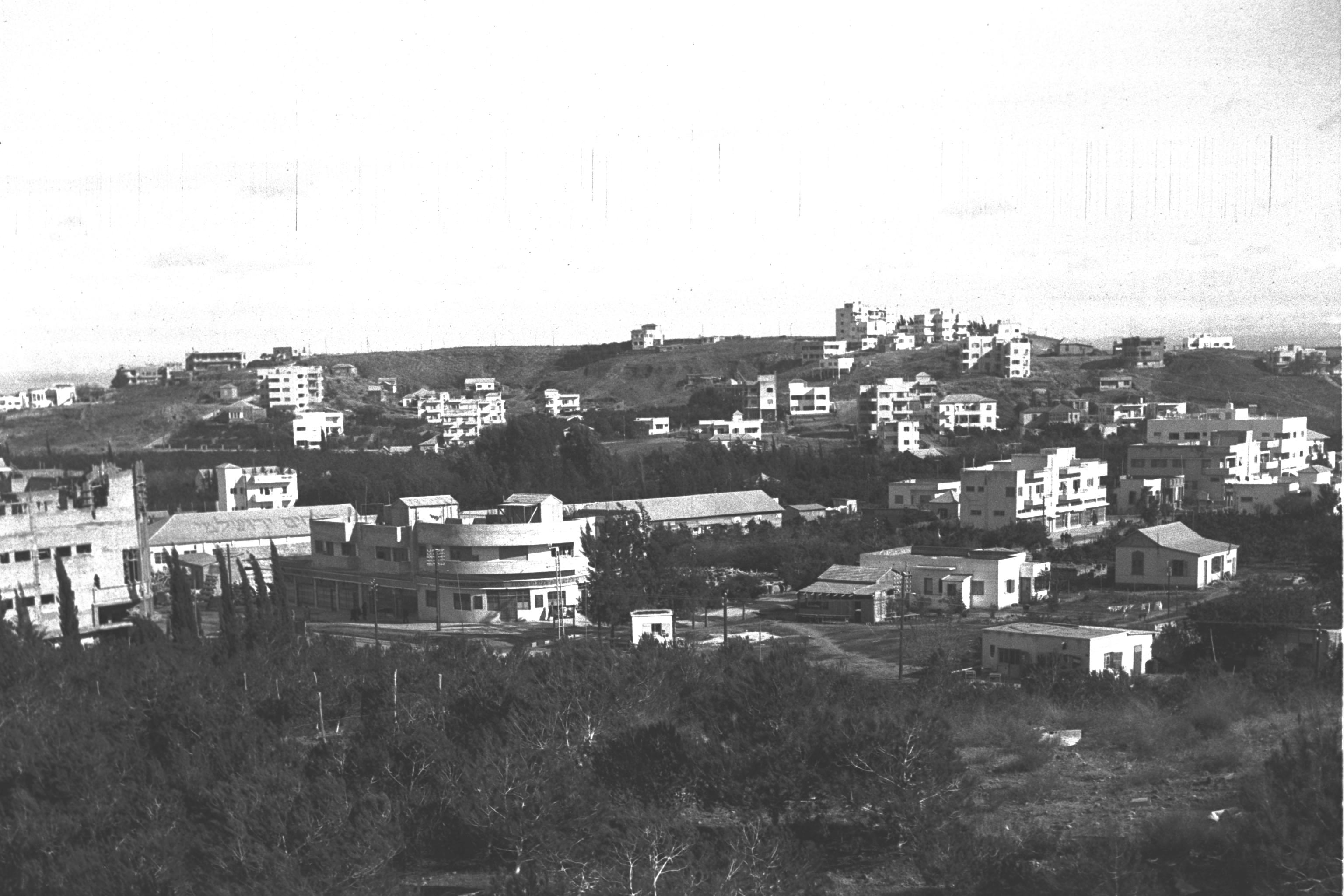
1936年的拉馬特甘
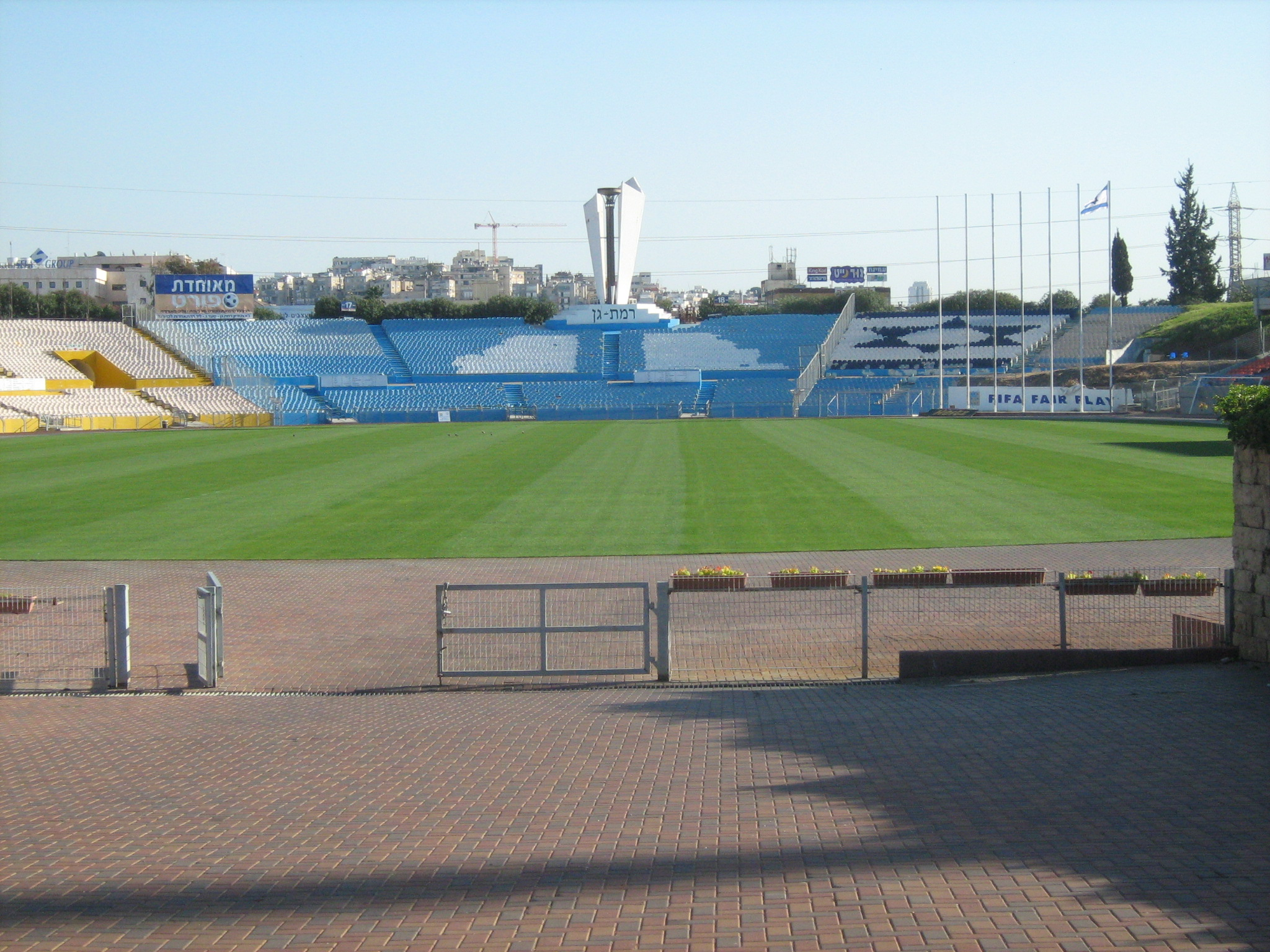
拉馬特甘體育場

## 著名人物
- 伊兰·拉蒙，第一位進入太空的以色列太空人。
- 丹尼·達農（英语：Danny Danon），前以色列議員，現任以色列駐聯合國大使。
- 湯姆·魯文尼，帆船運動員，奧運金牌得主。
- 西爾萬·沙洛姆，前以色列國會議員。
- 米凱拉·摩西（英语：Mikaella_Moshe），射箭運動員。

## 外部連結
- 拉馬特甘市官方網站 （页面存档备份，存于）